# Johannisborgsbron
Johannisborgsbron är en bro i Norrköping som ingår i den planerade Johannisborgsleden, en kringfartsled som en östra ringled om innerstaden i Norrköping. Bron är avsedd att bli en öppningsbar klaffbro över Motala ström med fyra körbanor.
Bron är planerad att gå mellan längst österut i Saltängen vid Jungmansgatan till förlängningen av Surgatan i Sylten. Hela Johannisborgsförbindelsen ska sträcka sig från norr om Johannisborgs slottsruin i norr till Lindövägen i söder.
Bron fick tillstånd i vattendom av Mark- och miljödomstolen vid Växjö tingsrätt i januari 2025. Bron ska kunna ge passage för upp till 60 meter långa och tolv meter breda fartyg.
Förbindelsen över Motala ström beräknas kunna trafikeras efter tre–fyra år efter det att byggnationen påbörjats.